# Impatiens platypetala
Az Impatiens platypetala a hangavirágúak (Ericales) rendjébe, ezen belül a nebáncsvirágfélék (Balsaminaceae) családjába tartozó faj.

## Előfordulása
Az Impatiens platypetala nevű növényt először Jáva szigetén találták meg, azonban Indonéziában sokfelé előfordul.

## Alfajai
- Impatiens platypetala Lindl. subsp. aurantiaca (Teijsm. ex Koord.) Steenis - szinonimája: Impatiens aurantiaca
- Impatiens platypetala Lindl. subsp. platypetala

## Megjelenése
Körülbelül 1 méter magasra nő meg. A virágai élénk narancssárgák fehér középtájékkal. Az oválistól a lándzsásig változó levelek 5-12 centiméter hosszúak.

## Felhasználása
Ebből a növényből aurantinidin nevű vízben oldódó, vörös növényi festéket lehet kinyerni. Továbbá keresztezték a foltos nenyúljhozzámmal (Impatiens hawkeri), hogy ez utóbbi növény jobban bírja a szárazságot.

### Fordítás
- Ez a szócikk részben vagy egészben  az   Impatiens platypetala című angol Wikipédia-szócikk ezen változatának fordításán alapul.  Az eredeti cikk szerkesztőit annak laptörténete sorolja fel. Ez a jelzés csupán a megfogalmazás eredetét és a szerzői jogokat jelzi, nem szolgál a cikkben szereplő információk forrásmegjelöléseként.